# The Ultimate Fighter
The Ultimate Fighter (TUF) (no Brasil, The Ultimate Fighter Brasil: Em Busca de Campeões) é um reality show de artes marciais misturadas (MMA), criado nos Estados Unidos, e transmitido pela Spike TV sendo integrado ao Ultimate Fighting Championship (UFC). Neste show, os lutadores de MMA profissionais ou amadores que ainda não têm um grande nome competem entre si para ver quem será o The Ultimate Fighter, ganhando um contrato com UFC para fazer seis lutas oficiais, os lutadores ficam confinados em uma casa em Las Vegas e treinam na academia do TUF.
Nas quatro primeiras temporadas, os lutadores foram selecionados em duas classes de peso. Eles foram divididos em duas equipes, independentemente da classe de peso, cada equipe é treinada por um lutador estrela do UFC. Uma equipe, através de seu treinador escolhe seus lutadores e a outra, também por seu treinador escolhe a primeira luta. As equipes competem em seguida (em uma formato de playoff) para determinar qual equipe terá direito de controlar as próximas lutas. O perdedor é eliminado da competição, entretanto, continua no reality show. No final da temporada, os dois lutadores restantes de cada classe de peso são colocados em um torneio de eliminatória simples, onde o título de Ultimate Fighter é atribuído ao vencedor, além do mais, os dois treinadores ainda se enfrentaram em um evento do UFC. As temporadas 5, 6, 7, 10 e 11 apresentaram apenas uma categoria de peso cada.
O espectáculo conta com a preparação diária de cada lutador para a competição e as interações que eles têm uns com os outros, por viverem confinados sob o mesmo teto. O dia-a-dia do programa é supervisionado pelo presidente do UFC Dana White. White atribuiu o sucesso do UFC pela popularidade do TUF.
Com exceção do finais da temporada, as lutas no The Ultimate Fighter são sancionadas pela Comissão Atlética de Nevada como amistosos e não contam a favor ou contra o cartel de nenhum lutador. Isso é feito para evitar que os resultados sejam levados a público antes de irem ao ar. O reality voltou a ser realizado em 2021, após um hiato de 3 anos.
O TUF já revelou grandes nomes do UFC, são eles: Forrest Griffin, Stephan Bonnar, Rashad Evans, Mike Swick, Michael Bisping, Josh Koscheck, Kenny Florian, Travis Lutter, Nathan Quarry, Chris Leben, Marcus Davis, Nate Diaz, Rob MacDonald, Keith Jardine, Matt Hamill, Gray Maynard, Ryan Bader, Joe Lauzon, Rob Emerson, Ross Pearson, Manny Gamburyan, George Sotiropoulos, Roy Nelson, Ben Saunders, Matt Brown, Brendan Schaub, TJ Dillashaw, Diego Brandão, Cézar Ferreira, Rony Jason e Kimbo Slice.
No Brasil é exibido no Combate.

## Contratos
Os vencedores das três primeiras temporadas de The Ultimate Fighter, e alguns vice-campeões em função do seu desempenho em sua fase final, recebe o contrato de seis lutas com UFC. Estes contratos são especificamente contratos de três anos e com mais um ano de garantia. Cada ano é composto por três lutas, a bolsa do primeiro ano por luta consiste em 12.000 dólares garantido com uma vitória por 12 mil dólares de bônus (máximo de 24.000 dólares por luta), bolsa do segundo ano de cada luta é de 16.000 dólares com uma vitória de 16 mil dólares de bônus (máximo de $ 32.000 por luta) e bolsa do terceiro ano de cada luta é de $ 22000 com uma vitória por 22 mil dólares de bônus (máximo de 44,000 dólares por luta). Um TUF pode ganhar se conseguir 9 vitórias consecutivas 300.000 dólares no total do contrato, mas apenas 150 mil dolares é garantida para todos os três anos se nove lutas forem travadas.
Aqueles que não ganharam a competição ainda pode lutar no UFC. Seus contratos no entanto, estão relacionados com vitórias e desempenho.

## TUFFEST 25 Moments
Em 23 de outubro de 2007, a Spike TV foi ao ar com um episódio do TUF, intitulado TUFfest 25 Moments, em que os produtores e os telespectadores escolheram os melhores momentos da história Ultimate Fighter (temporadas 1 a 5). Mais tarde, um DVD de mesmo nome foi lançado, que incluía 10 minutos de bônus.

## Temporadas
| Temporadas | Cores dos Times e Treinadores                    | Divisão                                 | Vencedor                            | Segundo Colocado                       |
| --- | ------------------------------------------------ | --------------------------------------- | ----------------------------------- | -------------------------------------- |
| The Ultimate Fighter 1 17 de janeiro 2005 – 09 de abril de 2005                                                | Chuck Liddell Randy Couture                      | Peso meio-pesado Peso médio             | Forrest Griffin Diego Sanchez       | Stephan Bonnar Kenny Florian           |
| The Ultimate Fighter 2 22 de agosto de 2005 – 05 de novembro de 2005                                           | Matt Hughes Rich Franklin                        | Peso pesado Peso meio-médio             | Rashad Evans Joe Stevenson          | Brad Imes Luke Cummo                   |
| The Ultimate Fighter 3 06 de abril de 2006 – 24 de junho de 2006                                               | Tito Ortiz Ken Shamrock                          | Peso meio-pesado Peso médio             | Michael Bisping Kendall Grove       | Josh Haynes Ed Herman                  |
| The Ultimate Fighter 4: The Comeback 17 de agosto de 2006 – 11 de novembro de 2006                             | Team Mojo Team No Love*                          | Peso médio Peso meio-médio              | Travis Lutter Matt Serra            | Patrick Côté Chris Lytle               |
| The Ultimate Fighter 5 05 de abril de 2007 – 23 de junho de 2007                                               | Jens Pulver B.J. Penn                            | Peso leve                               | Nate Diaz                           | Manny Gamburyan                        |
| The Ultimate Fighter: Team Hughes vs. Team Serra 19 de setembro de 2007 – 08 de dezembro de 2007               | Matt Hughes Matt Serra                           | Peso meio-médio                         | Mac Danzig                          | Tommy Speer                            |
| The Ultimate Fighter: Team Rampage vs. Team Forrest 02 de abril de 2008 – 21 de junho de 2008                  | Quinton "Rampage" Jackson Forrest Griffin        | Peso médio                              | Amir Sadollah                       | C.B. Dollaway                          |
| The Ultimate Fighter: Team Nogueira vs. Team Mir 17 de setembro de 2008 – 13 de dezembro de 2008               | Antonio Rodrigo Nogueira Frank Mir               | Peso meio-pesado Peso leve              | Ryan Bader Efrain Escudero          | Vinny Magalhães Phillipe Nover         |
| The Ultimate Fighter: United States vs. United Kingdom 01 de abril de 2009 – 20 de junho de 2009               | Dan Henderson Michael Bisping                    | Peso meio-médio Peso leve               | James Wilks Ross Pearson            | DaMarques Johnson Andre Winner         |
| The Ultimate Fighter: Heavyweights 16 de setembro de 2009 – 05 de dezembro de 2009                             | Quinton "Rampage" Jackson Rashad Evans           | Peso pesado                             | Roy Nelson                          | Brendan Schaub                         |
| The Ultimate Fighter: Team Liddell vs. Team Ortiz 31 de março de 2010 - 19 de junho de 2010                    | Chuck Liddell Tito Ortiz/Rich Franklin[A]        | Peso médio                              | Court McGee                         | Kris McCray                            |
| The Ultimate Fighter: Team GSP vs. Team Koscheck 16 de setembro de 2010 – 04 de dezembro de 2010               | Georges St-Pierre Josh Koscheck                  | Peso leve                               | Jonathan Brookins                   | Michael Johnson                        |
| The Ultimate Fighter: Team Lesnar vs. Team Dos Santos 30 de março de 2011 - 04 de junho de 2011                | Brock Lesnar Júnior dos Santos                   | Peso meio-médio                         | Tony Ferguson                       | Ramsey Nijem                           |
| The Ultimate Fighter: Team Bisping vs. Team Miller 21 de setembro de 2011 - 03 de dezembro de 2011             | Michael Bisping Jason Miller                     | Peso pena masculino Peso galo masculino | Diego Brandão John Dodson           | Dennis Bermudez T.J. Dillashaw         |
| The Ultimate Fighter: Team Cruz vs. Team Faber 09 de março de 2012 - 01 de junho de 2012                       | Dominick Cruz Urijah Faber                       | Peso leve                               | Michael Chiesa                      | Al Iaquinta                            |
| The Ultimate Fighter: Brasil 25 de março de 2012 - 17 de junho de 2012                                         | Vítor Belfort Wanderlei Silva                    | Peso médio Peso pena masculino          | Cézar Mutante Rony Jason            | Serginho Moraes Godofredo Pepey        |
| The Ultimate Fighter: Team Carwin vs. Team Nelson 14 de Setembro de 2012 - 15 de Dezembro de 2012              | Shane Carwin Roy Nelson                          | Peso meio-médio                         | Colton Smith                        | Mike Ricci                             |
| The Ultimate Fighter: The Smashes 19 de Setembro de 2012 - 16 de Dezembro de 2012                              | Ross Pearson George Sotiropoulos                 | Peso meio-médio Peso leve               | Robert Whittaker Norman Parke       | Brad Scott Colin Fletcher              |
| The Ultimate Fighter: Team Jones vs. Team Sonnen 22 de Janeiro de 2013 - 14 de Abril de 2013                   | Jon Jones Chael Sonnen                           | Peso médio                              | Kelvin Gastelum                     | Uriah Hall                             |
| The Ultimate Fighter: Brasil 2 17 de Março de 2013 - 06 de Junho de 2013                                       | Antonio Rodrigo Nogueira Fabricio Werdum         | Peso meio-médio                         | Leonardo Santos                     | William Macario                        |
| The Ultimate Fighter: Team Rousey vs. Team Tate 04 de Setembro de 2013 - 30 de Novembro de 2013                | Ronda Rousey Miesha Tate                         | Peso galo masculino Peso galo feminino  | Chris Holdsworth Julianna Peña      | Davey Grant Jessica Rakoczy            |
| The Ultimate Fighter: China 07 de Dezembro de 2013 - 01 de Março de 2014                                       | Cung Le (mentor e chefe) Tiequan Zhang Hailin Ao | Peso meio-médio Peso pena masculino     | Zhang Lipeng Ning Guangyou          | Wang Sai Yang Jianping                 |
| The Ultimate Fighter Nations: Canadá vs. Austrália 15 de Janeiro de 2014 - 16 de Abril de 2014                 | Patrick Côté Kyle Noke                           | Peso médio Peso -meiomédio              | Elias Theodorou Chad Laprise        | Sheldon Westcott Olivier Aubin-Mercier |
| The Ultimate Fighter: Brasil 3 09 de Março de 2014 - 31 de Maio de 2014                                        | Wanderlei Silva Chael Sonnen                     | Peso pesado Peso médio                  | Antonio Carlos Jr. Warlley Alves    | Vitor Miranda Márcio Alexandre Jr.     |
| The Ultimate Fighter: Team Edgar vs. Team Penn 16 de Abril de 2014 - 06 de Julho de 2014                       | Frankie Edgar BJ Penn                            | Peso meio-pesado Peso médio             | Corey Anderson Eddie Gordon         | Matt Van Buren Dhiego Lima             |
| The Ultimate Fighter: América Latina 20 de Agosto de 2014 - 05 de Novembro de 2014                             | Cain Velasquez Fabrício Werdum                   | Peso pena masculino Peso galo masculino | Yair Rodríguez Alejandro Pérez      | Leonardo Morales José Quiñonez         |
| The Ultimate Fighter: Team Pettis vs. Team Melendez 10 de Setembro de 2014 - 10 de Dezembro de 2014            | Anthony Pettis Gilbert Melendez                  | Peso palha                              | Carla Esparza (C)                   | Rose Namajunas                         |
| The Ultimate Fighter: Brasil 4 05 de Abril de 2015 - 01 de Agosto de 2015                                      | Antônio Rodrigo Nogueira Maurício Shogun         | Peso pena masculino Peso galo masculino | Glaico França Reginaldo Vieira      | Fernando Bruno Dileno Lopes            |
| The Ultimate Fighter: American Top Team vs. Blackzilians - 22 de Abril de 2015 - 13 de Julho de 2015           | American Top Team Blackzilians                   | Academia Peso meio-médio                | American Top Team Kamaru Usman      | Blackzilians Hayder Hassan             |
| The Ultimate Fighter: América Latina 2 26 de Agosto de 2015 - 21 de Novembro de 2015                           | Kelvin Gastelum Efrain Escudero                  | Peso meio-médio Peso leve               | Erick Montano Horacio Gutierrez     | Enrique Marin Enrique Barzola          |
| The Ultimate Fighter: Team McGregor vs. Team Faber 09 de Setembro de 2015 - 11 de Dezembro de 2015             | Conor McGregor Urijah Faber                      | Peso leve                               | Ryan Hall                           | Artem Lobov                            |
| The Ultimate Fighter: Team Joanna vs. Team Cláudia 20 de Abril de 2016 - 06 de Julho de 2016                   | Joanna Jedrzejczyk Cláudia Gadelha               | Peso meio-pesado Peso palha             | Andrew Sanchez Tatiana Suarez       | Khalil Rountree Amanda Cooper          |
| The Ultimate Fighter: América Latina 3 20 de Agosto de 2016 - 05 de Novembro de 2016                           | Chuck Liddell Forrest Griffin                    | Peso leve                               | Martin Bravo                        | Claudio Puelles                        |
| The Ultimate Fighter: Tournament of Champions 31 de Agosto de 2016 - 30 de Novembro de 2016                    | Joseph Benavidez Henry Cejudo                    | Peso mosca masculino                    | Tim Elliott                         | Hiromasa Ogikubo                       |
| The Ultimate Fighter: Redemption 19 de Abril de 2017 - 07 de Julho de 2017                                     | Cody Garbrandt T.J. Dillashaw                    | Peso leve                               | Jesse Taylor                        | Dhiego Lima                            |
| The Ultimate Fighter: A New World Champion 30 de Agosto de 2017 - 01 de Dezembro de 2017                       | Eddie Alvarez Justin Gaethje                     | Peso mosca feminino                     | Nicco Montaño                       | Roxanne Modafferi                      |
| The Ultimate Fighter: Undefeated 18 de abril de 2018 - 06 de julho de 2018                                     | Stipe Miocic Daniel Cormier                      | Peso leve Peso pena masculino           | Mike Trizano Joe Giannetti          | Brad Katona Jay Cucciniello            |
| The Ultimate Fighter: Heavy Hitters Finale 29 de agosto de 2018 - 30 de novembro de 2018                       | Robert Whittaker Kelvin Gastelum                 | Peso pesado Peso pena feminino          | Juan Francisco Dieppa Macy Chiasson | Justin Frazier Pannie Kianzad          |
| The Return of The Ultimate Fighter: Team Volkanovski vs. Team Ortega 1 de junho de 2021 - 28 de agosto de 2021 | Alexander Volkanovski Brian Ortega               | Peso médio Peso galo masculino          | Bryan Battle Ricky Turcios          | Gilbert Urbina Brady Hiestand          |
| The Ultimate Fighter: Team Peña vs. Team Nunes 30 de maio de 2022 - 19 de julho de 2022                        | Julianna Peña Amanda Nunes                       | Peso pesado Peso pena feminino          | Mohammed Usman Juliana Miller       | Zac Pauga Brogan Walker-Sanchez        |
| The Ultimate Fighter: Team McGregor vs. Team Chandler 29 de maio de 2023 - 15 de agosto de 2023                | Conor McGregor Michael Chandler                  | Peso galo Peso leve                     |                                     |                                        |

*Temporada com múltiplos treinadores.
(C) A edição "Pettis vs. Melendez" foi a primeira que o campeão do TUF já se sagrou campeão de uma categoria, Carla Esparza, a favorita e ex campeã do evento Invicta FC se sagrou campeã do TUF e campeã peso palha do UFC.